# Vuze
Vuze (trước đây có tên Azureus) là một trình khách BitTorrent tự do dùng để trao đổi tập tin thông qua giao thức BitTorrent. Vuze được viết bằng Java, và sử dụng Bộ máy Azureus. Ngoài tính năng bittorrent, Vuze còn cho phép người dùng xem, đăng tải và chia sẻ DVD và nội dung video HD do người dùng tự tạo. Nội dung được biểu diễn qua các kênh và thể loại trong đó có show truyền hình, video âm nhạc, điện ảnh, video game, v.v. Ngoài ra, nếu người dùng muốn đăng tải nội dung tự tạo, họ có thể bán nó.
Vuze ra mắt đầu tiên với tên Azureus vào tháng 6 năm 2003 tại SourceForge.net, chủ yếu là để thử nghiệm Bộ công cụ Widget Chuẩn (Standard Widget Toolkit) của Eclipse. Hiện nay nó là một trình khách BitTorrent khá phổ biến. Bộ máy Azureus được phát hành theo Giấy phép Công cộng GNU, và là phần mềm tự do. Tuy nhiên, nhiều phần trong nền tảng Vuze mới được thêm vào có thêm những điều khoản cấp phép hạn chế hơn, và không còn có thể cài đặt bộ máy Azureus bằng trình cài đặt mới nhất mà không phải chấp nhận giấy phép Vuze từ đầu.

## Tính năng
Azureus cho phép người sử dụng đặt tốc độ tải về và tải lên khác nhau cho từng tệp được chỉ định. Azureus cho phép người dùng mở một vài tệp đã hoàn thành mặc dù tệp tổng thể chưa tải về xong. Và hơn thế Azureus có khả năng tự đảm nhiệm vai trò là máy theo dõi, cho mọi người tự chia sẻ tệp mà không cần thông qua trang web để lưu trữ tệp torrent. Azureus hỗ trợ giao thức mã hóa gói tin gửi đi, một phương pháp chống làm nghẹt băng thông (một phương pháp luôn cố gắng tự chặn các gói tin gửi đi bởi chương trình BitTorrent). Các chức năng của Azureus có thể mở rộng nhờ vào rất nhiều công cụ bổ sung, ví dụ công cụ bổ sung rất phổ biến của Azureus là Xác định quốc gia Lưu trữ ngày 12 tháng 6 năm 2006 tại Wayback Machine và một bổ sung cho phép Azureus tương thích với mạng lưới Nodezill, một kho lưu trữ ẩn danh chia sẻ và phát hành rất nhiều tệp torrent.

### DHT
Phiên bản Azureus 2.3.0.0 giới thiệu thêm chức năng mới là Cơ sở dữ liệu phân phối (Distributed Database) (một dạng khác của DHT, cụ thể là Kademlia), một chức năng mở rộng của giao thức BitTorrent, chức năng này giúp Azureus hoạt động độc lập với máy theo dõi, ngăn ngừa khả năng máy theo dõi bị sập hoặc xử lý chậm danh sách các máy đồng đẳng khác trong quần thể.
Mặt trái của chức năng này là tính bí mật của máy theo dõi, và các máy trong quần thể không muốn các máy ngoài quần thể thay đổi tệp torrent, vì vậy Azureus hiểu rằng không chia sẻ với các máy đồng đẳng ngoài quần thể thông tin. Một số người chỉ trích rằng chức năng DHT đơn giản chỉ là phát triển lại chức năng cũ của giao thức P2P.

## Giao diện

#### Giao diện chính của Vuze
Từ phiên bản 3.0, Vuze bắt đầu bằng giao diện Vuze chính, được thiết kế để quảng bá cho nội dung Vezu. Tại đây, người dùng có thể duyệt tập tin trên Mạng Vuze, chia sẻ torrent với bạn bè, và tán gẫu. Mọi thứ trong giao diện cổ điển vẫn tồn tại, nhưng bị ẩn đi.

#### Giao diện cổ điển

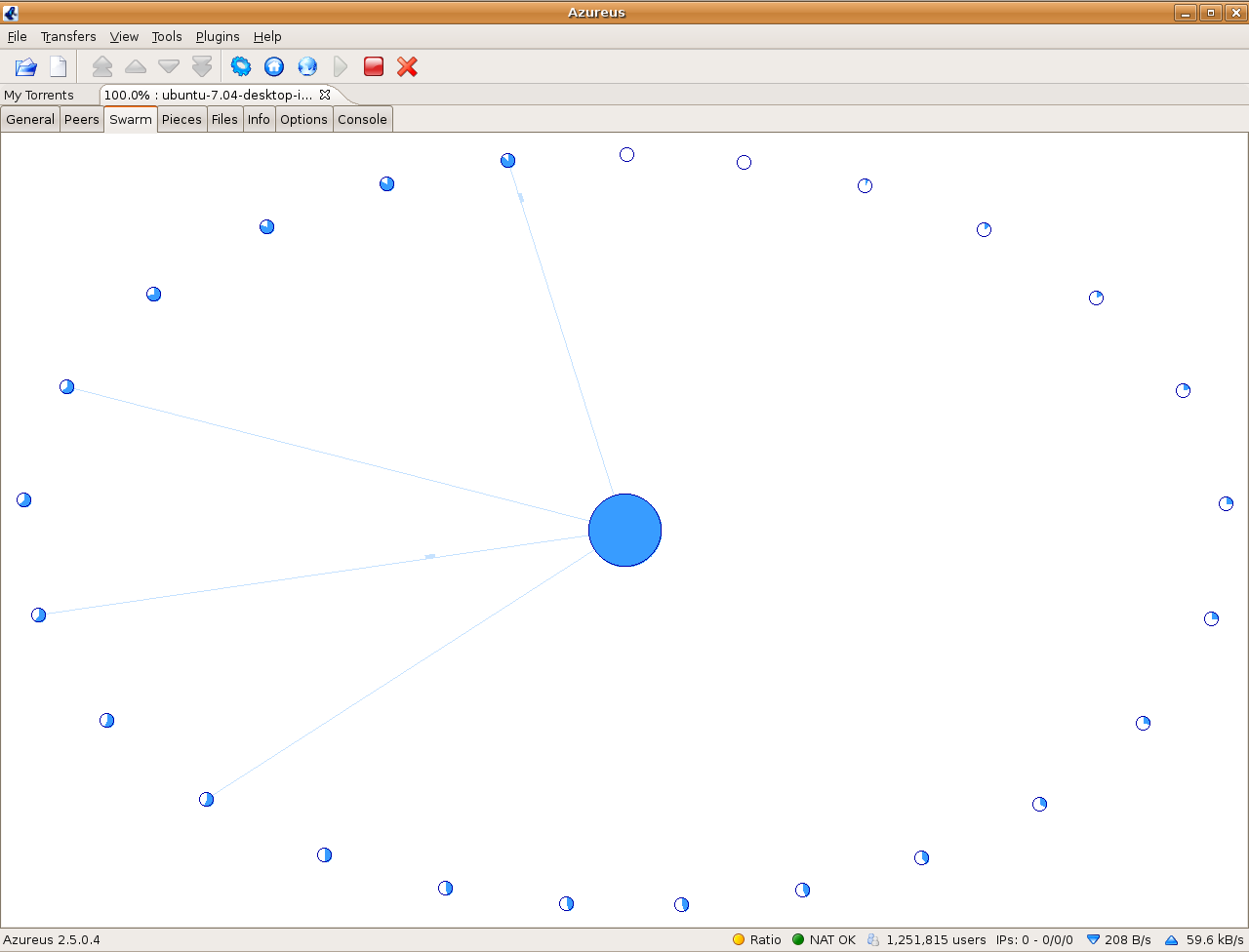
Tính năng swarm của Vuze (hiển thị trong giao diện Cổ điển)

Người dùng nâng cấp từ các phiên bản trước sẽ vẫn giữ được giao diện cổ điển theo mặc định. Với người nào cài đặt lần đầu hoặc cài đặt lại, có thể bỏ qua lớp Vuze bằng một vài thao tác.
Sự khác biệt đáng chú ý nhất giữa giao diện cổ điển và giao diện chính là phần đầu và phần cuối của trang. Ngoài ra, không có tính năng Mạng Vuze.
Khi tệp đang trong quá trình tải về, người sử dụng có thể xem rất nhiều thống kê khác nhau bao gồm:
- Tốc độ tải về và tải lên và thời gian ước tính hoàn thành.
- Phần trăm hoàn thành của mỗi tập tin đang tải về và thông tin chi tiết về từng mảnh của tập tin, số thứ tự của mảnh, mảnh đang được tải về hay không.
- Tên tập tin, kích thước và cấp độ hoàn thành của tập tin trong thư mục đang tải về.
- Dữ liệu của máy ngang hàng gồm có địa chỉ IP, tốc độ mà bạn đang tải lên/xuống từ đó, cổng chạy BitTorrent, và trình BitTorrent mà họ đang sử dụng.
- "Tốc độ swarm" tổng cộng và trung bình.
- Thống kê nâng cao khác như tỷ lệ, tổng dung lượng tải lên/xuống, mạng, ước lượng giới hạn tải lên/xuống, hoạt động lưu bộ đệm, và chi tiết về cơ sở dữ liệu phân bố.

#### Giao diện nâng cao
Giao diện "nâng cao" là sự pha trộn giữa giao diện cổ điển và chính. Khác biệt lớn nhất là phần đầu và cuối trang, lớp Mạng Vuze được giữ lại.

## Lịch sử

### Azureus

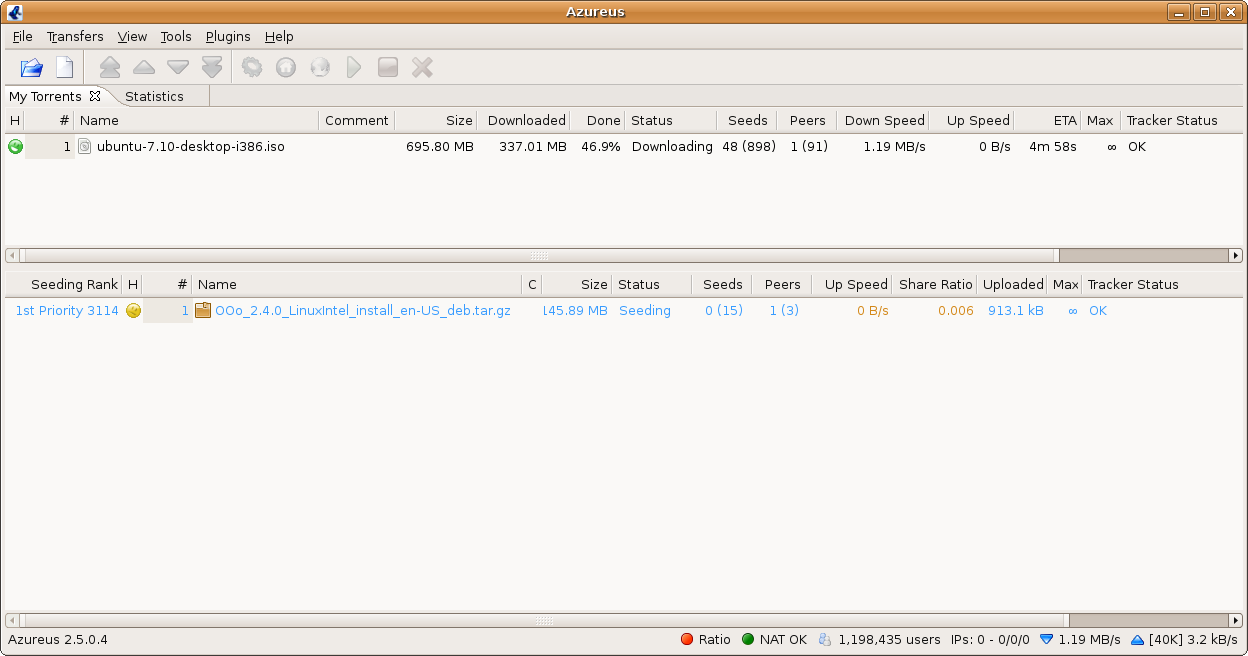
Azureus

Vuze được phát hành đầu tiên vào tháng 6 năm 2003 tại SourceForge.net với tên Azureus. Con ếch độc màu xanh nước biển (Dendrobates azureus) được đồng sáng tạo Tyler Pitchford chọn làm biểu trưng và tên chương trình.

### Vuze
Vào năm 2006 "Vuze" (còn có tên Zudeo) được phát hành với nỗ lực thay đổi chương trình thành một chương trình "xã hội" do một nhóm các lập trình viên gốc thành lập nên Azureus Inc., một thời gian ngắn sau đó đổi tên thành Vuze, Inc. Một phiên bản Azureus không có Vuze được phát hành cùng với Vuze trong giai đoạn beta. Những bản phát hành sử dụng phiên bản đánh số 3.0, trong khi phiên bản không có Vuze tiếp tục với con số phát hành 2.5. Phản ứng đầu tiên với sự thay đổi này là sự bối rối vì cách đặt số phiên bản này. Vuze sau đó nhập chung vào Azureus. Không lâu sau, phiên bản chỉnh sửa "Không Vuze" được phát hành trên The Pirate Bay, và đến ngày 15 tháng 9, có mặt với phiên bản lên tới 3.1.1.0. Vào ngày 16 tháng 6 năm 2008 những lập trình viên Azureus/Vuze quyết định dừng phát hành các phiên bản với tên Azureus, và kết thúc việc đổi tên trong phiên bản 3.1. Tuy nhiên bộ máy trình khác vẫn giữ nguyên tên Azureus.

### Thay đổi giấy phép
Cho đến phiên bản 2.5.0.4, Azureus được phát hành với giấy phép Công cộng Chung GNU (GPL); bắt đầu từ phiên bản 3, giấy phép hiển thị khi cài đặt đã thay đổi. Tuy nó vẫn nói rằng "Ứng dụng Azureus" được phát hành theo GPL, để hoàn thành cài đặt, nó yêu cầu người dùng phải đồng ý với các điều khoản của "Nền tảng Vezu", trong đó có thêm những hạn chế về việc sử dụng, dịch ngược, và cấp phép về sau. Cũng giống như nhiều giấy phép tương tự, giấy phép Azureus có những lời cấm những người "dưới 18 tuổi" sử dụng phần mềm.

## Chỉ trích
Do được viết trên ngôn ngữ lập trình Java nên Azureus phải chạy trên máy ảo Java. Điều này dẫn đến Azureus chiếm rất nhiều tài nguyên CPU và bộ nhớ, tuy nhiên nguyên nhân một phần cũng do Azureus có rất nhiều tính năng bổ sung.
Với Azureus phiên bản 2.4.0.0 người sử dụng chỉ cần có GCJ (phiên bản 4.1.0 hoặc mới hơn) để chạy chương trình. Với sự hỗ trợ của GCJ Azureus có thể hoạt động ở trạng thái mã giả mà không cần biên dịch chương trình ra mã máy tương ứng, làm tăng khả năng hoạt động độc lập của Azureus, giờ đây Azureus hoạt động không phụ thuộc vào máy ảo Java.